# Estaires
Estaires település Franciaországban, Nord megyében. Lakosainak száma 6551 fő (2022. január 1.). Estaires Le Doulieu, Steenwerck, Sailly-sur-la-Lys, La Gorgue, Merville és Neuf-Berquin községekkel határos.

## Népesség
A település népességének változása:
| Lakosok száma | 6083 | 6378 | 6564 | 6379 | 6420 | 6461 | 6501 | 6496 | 6551 |
|               | 2013 | 2015 | 2016 | 2017 | 2018 | 2019 | 2020 | 2021 | 2022 |